# Nicla Migliori
Nicla Artigiani, coniugata Migliori (Pisa, 30 aprile 1923 – Pisa, 25 luglio 2008), è stata una tennista italiana; due volte testa di serie al Roland Garros dove nel 1953 ha raggiunto la semifinale di doppio, in coppia con Silvana Lazzarino. Nel singolare, tra i grandi tornei, ha ottenuto i migliori risultati agli Internazionali d'Italia, dove è giunta due volte in semifinale, nel 1950 e nel 1952. Nell'edizione 1952 è stata anche finalista di doppio al Foro Italico, in coppia con Lucia Tonolli. Ha vinto diciassette titoli ai Campionati italiani assoluti di tennis (due nel singolare, sette nel doppio e otto nel doppio misto).

## Biografia

### Carriera
A causa della Seconda Guerra Mondiale, Nicla Artigiani esordisce nel tennis agonistico ormai non più giovanissima. Ottiene il primo successo importante nel 1947, a ventiquattro anni, quando, con il cognome da sposata, conquista il titolo italiano assoluto nel doppio misto, in coppia con Mario Belardinelli. È il primo di cinque titoli consecutivi che vince in coppia con il tennista romano.
Nel 1948 giunge ai quarti di finale nel doppio femminile agli Internazionali di Francia, in coppia con la francese Paulette Fritz; nella stessa specialità, vince anche il titolo italiano in coppia con Lucia Manfredi (oltre al doppio misto, con Belardinelli). 
L’anno dopo è ammessa come testa di serie n. 16, al Roland Garros, dove giunge agli ottavi di finale, cedendo soltanto a Margaret Du Pont, che avrebbe vinto il torneo. Nel doppio, Migliori-Manfredi, giungono ai quarti di finale. Agli “assoluti”, Nicla Migliori si laurea nuovamente campionessa nel doppio femminile e nel misto, con i suoi partners abituali.
Nel 1950 è finalista in doppio misto ai Campionati di Francia al coperto, in coppia con Gianni Cucelli; semifinalista nel singolare agli Internazionali d'Italia, sconfitta dall’inglese Joan Curry, si aggiudica il Torneo di Viareggio, sia in singolare che nel doppio misto, in coppia con Belardinelli; perde in finale a Palermo da Lucia Manfredi (ma si aggiudica il torneo di doppio misto, con Belardinelli) e, agli “assoluti”, rivince il titolo nel doppio misto.
Finalmente, nel 1951, Nicla Migliori è campionessa italiana assoluta nel singolare, mentre, al Roland Garros, raggiunge nuovamente gli ottavi di finali. Fa la sua prima apparizione al Torneo di Wimbledon, dove si ferma al terzo turno. L’anno dopo è finalista di doppio agli Internazionali d'Italia 1952, dove, con Lucia Tonolli deve cedere in tre set alla coppia Long–Hopman; nel singolare è nuovamente semifinalista, sconfitta dalla britannica Susan Partridge.
Nel 1953, al Roland Garros, raggiunge la semifinale, nel doppio, in coppia con Silvana Lazzarino (sconfitte dalle statunitensi Maureen Connolly e Julia Sampson), mentre, nel doppio misto, raggiunge il terzo turno. L’anno dopo è ancora testa di serie n. 16 ma si ferma al secondo turno. A Wimbledon, dove torna a giocare nel 1954, ottiene i suoi risultati migliori: raggiunge il quarto turno nel singolare (sconfitta in due set dalla fuoriclasse Doris Hart) e i quarti di finale, nel doppio, in coppia con Silvana Lazzarino (sconfitta dalle americane Louise Brough e Margaret Osborne, che vinceranno il torneo). Agli "assoluti" del 1954, vince il torneo di doppio, in coppia con Annalisa Bellani.
A trentadue anni, nel 1955, vince per la seconda volta il titolo assoluto, nel singolare e per la quarta volta il titolo nel doppio, in coppia con Lea Pericoli. Vince ancora tre titoli consecutivi nel doppio misto (1956, 1957 e 1958), con partners differenti: Orlando Sirola, Giorgio Fachini e Sergio Jacobini. Nel doppio, si ripete ancora nel 1959 e nel 1963, in coppia con Resi Riedl e, addirittura nel 1967, a quarantaquattro anni, in coppia con Lea Pericoli, risultando la più anziana campionessa assoluta nella storia del tennis italiano.

### Dopo il ritiro
Nicla Migliori è stata capitana non giocatrice della nazionale di Federation Cup, tra il 1968 e il 1975 e responsabile del Club Mediterraneo di tennis di Pisa per lunghi anni. Sostenne un marito molto malato e, nel 1997, ebbe il dolore di perdere il figlio Fabio.

## Statistiche

### Singolare

#### Vittorie (1)
| No. | Anno | Torneo                                        | Superficie  | Avversario in finale | Punteggio |
| 1.  | 1953 | Campionati Internazionali di Sicilia, Palermo | Terra rossa | Maria-Josefa de Riba | 6-1, 6-4  |

#### Finali perse (1)
| No. | Anno | Torneo                             | Superficie  | Avversario in finale | Punteggio |
| 1.  | 1956 | Internazionali di Svizzera, Gstaad | Terra rossa | Heather Brewer-Segal | 6-3, 6-1  |

### Doppio misto

#### Vittorie (1)
| No. | Anno | Torneo                                    | Superficie  | Compagno       | Avversari in finale          | Punteggio |
| 1.  | 1954 | Torneo Internazionale di Mentone, Mentone | Terra rossa | Orlando Sirola | Shirley Bloomer Gerry Oakley | 6-3, 6-4  |